# Mysiakowiec
Mysiakowiec [pronunciación en polaco: /mɨɕaˈkɔvjɛt͡s/] es un pueblo ubicado en el distrito administrativo de Gmina Poświętne, dentro del Distrito de Opoczno, Voivodato de Łódź, en Polonia central. Se encuentra aproximadamente a 6 kilómetros al norte de Poświętne, a 23 kilómetros al norte de Opoczno, y a 65 kilómetros al este de la capital regional Łódź.
El pueblo tiene una población de 110 habitantes.